# Supercoppa italiana 1997 (pallavolo femminile)
La Supercoppa italiana di pallavolo femminile 1997 si è svolta il 2 novembre 1997: al torneo hanno partecipato due squadre di club italiane e la vittoria finale è andata per la seconda volta consecutiva al Volley Bergamo.

## Regolamento
Le squadre hanno disputato una gara unica.

## Squadre partecipanti
| Squadra | Qualificazione                                   | Ultima partecipazione    |
| ------- | ------------------------------------------------ | ------------------------ |
| Bergamo | Vincitrice Serie A1 1996-97/Coppa Italia 1996-97 | Supercoppa italiana 1996 |
| Modena  | Finalista Coppa Italia 1996-97                   | Supercoppa italiana 1996 |

## Torneo
| 2 novembre 1997 PalaCaselle, Arezzo Durata: ? - Spettatori: 2 000 | Modena | 0 - 3 | Bergamo | 8-15, 8-15, 8-15 |